# Leptodesmus bidenticulatus
Leptodesmus bidenticulatus är en mångfotingart som beskrevs av Christoph D. Schubart 1960. Leptodesmus bidenticulatus ingår i släktet Leptodesmus och familjen Chelodesmidae. Inga underarter finns listade i Catalogue of Life.